# Raidwangen
Raidwangen ist ein Stadtteil der Großen Kreisstadt Nürtingen im Landkreis Esslingen in Baden-Württemberg.

## Geographie

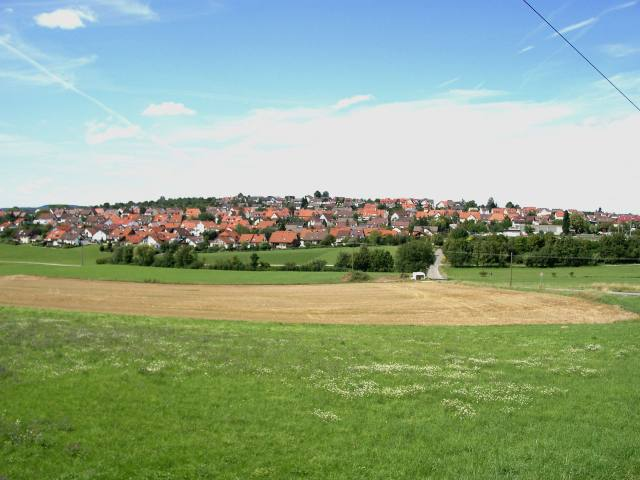
Raidwangen 2005

Raidwangen befindet sich in einer Höhenlage von 279 m (beim Beutwangsee) bis 369 m ü. NN und liegt etwa drei Kilometer südwestlich von Nürtingen und etwa einen Kilometer vom Neckar entfernt.

## Geschichte

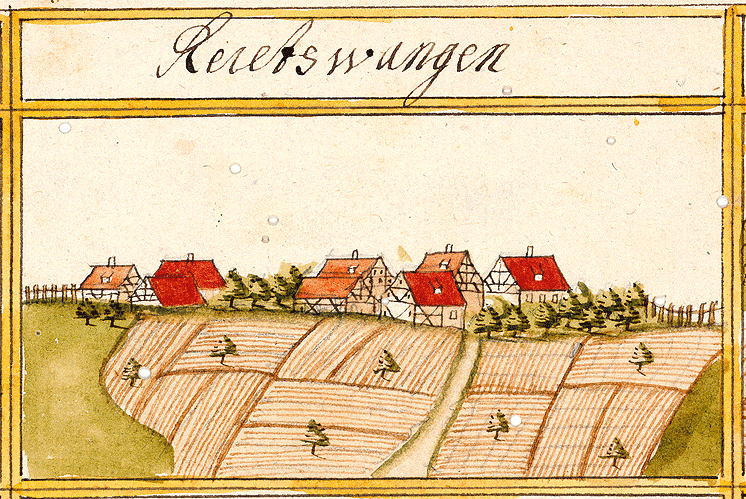
Raidwangen 1683, Forstlagerbuch von Andreas Kieser

Als späte Rodesiedlung taucht der Ort erstmals 1236 (Raidenwang) in den Urkunden auf. Die Grafen von Urach schenkten dem Zisterzienserkloster Bebenhausen einen Hof in Raidwangen. Wenig später (zwischen 1254 und 1265) gelangte die hohe Obrigkeit mit der Grafschaft Urach an Württemberg.
Am 1. Oktober 1974 wurde Raidwangen in die Stadt Nürtingen eingegliedert.

## Religionen

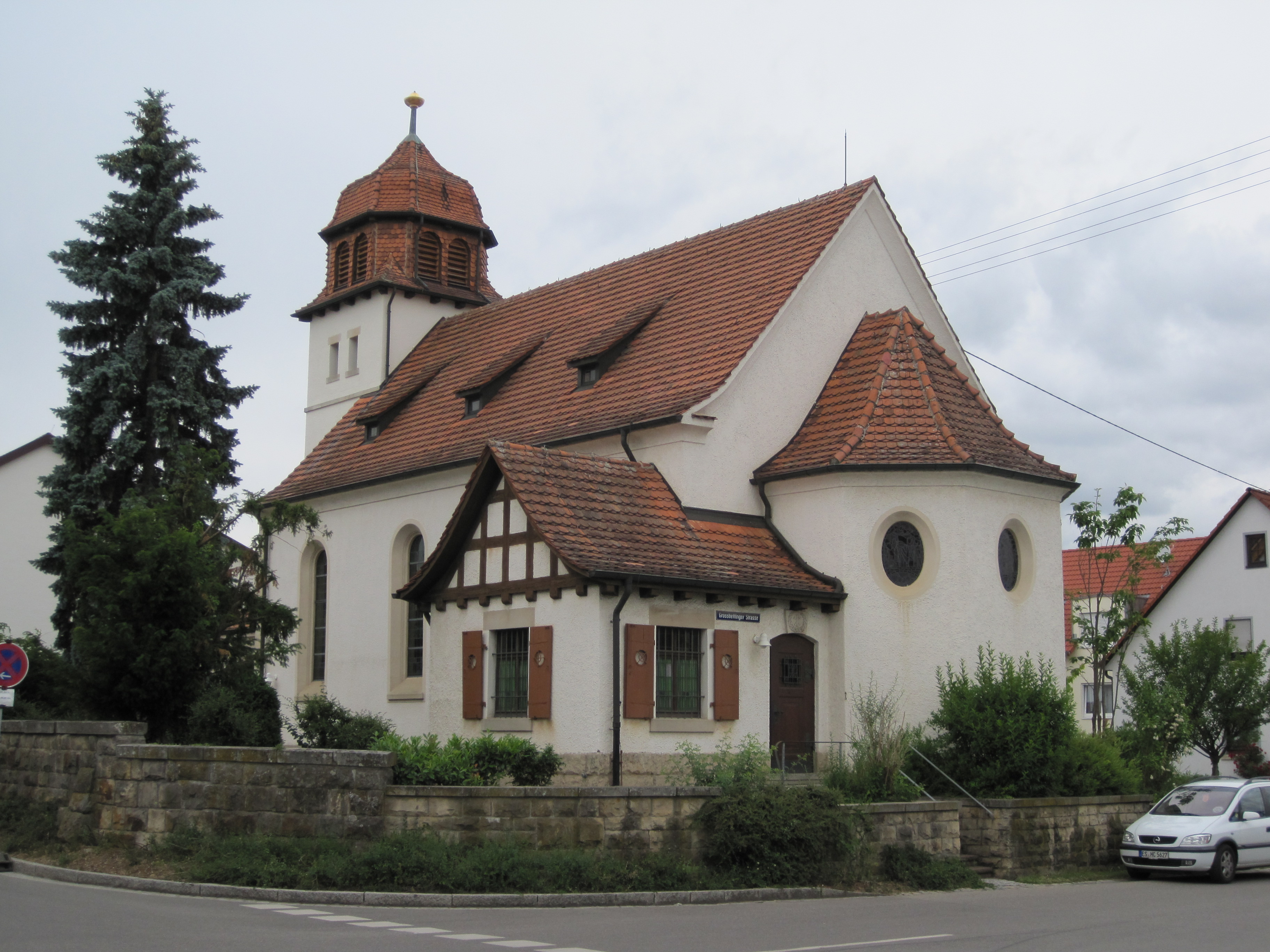
Die Dorfkirche

Die Raidwanger gehörten bis 1507 zur Pfarrei Nürtingen, danach zur Kirchengemeinde Neckarhausen. 1910 konnten die Raidwanger ihre eigene Dorfkirche einweihen, waren aber nach wie vor nicht selbständig. Ab 1930 gehörten sie zur Gemeinde in Großbettlingen. Ab 1981 dann wurden sie zur selbständigen Kirchengemeinde.
Eine katholische Gemeinde gibt es in Raidwangen nicht, die evangelisch-methodistische Kirche hat ein Gemeindehaus am Ort.

## Politik

### Bevölkerungsentwicklung
Die Einwohnerzahlen 1834–1950 sind Volkszählungsergebnisse, 1965–1973 Amtliche Fortschreibungen
| Datum | Einwohner |
| ----- | --------- |
| 1834  | 307       |
| 1852  | 319       |
| 1871  | 351       |
| 1885  | 366       |
| 1910  | 398       |
| 1925  | 424       |
| 1933  | 434       |

| Datum | Einwohner |
| ----- | --------- |
| 1939  | 452       |
| 1946  | 564       |
| 1950  | 589       |
| 1961  | 712       |
| 1965  | 1008      |
| 1970  | 1190      |
| 1973  | 1400      |

### Ortschaftsrat und Ortsvorsteher
Dem aus zehn Personen bestehenden Ortschaftsrat steht Felix Doll als hauptamtlicher Ortsvorsteher vor.

## Öffentliche Einrichtungen

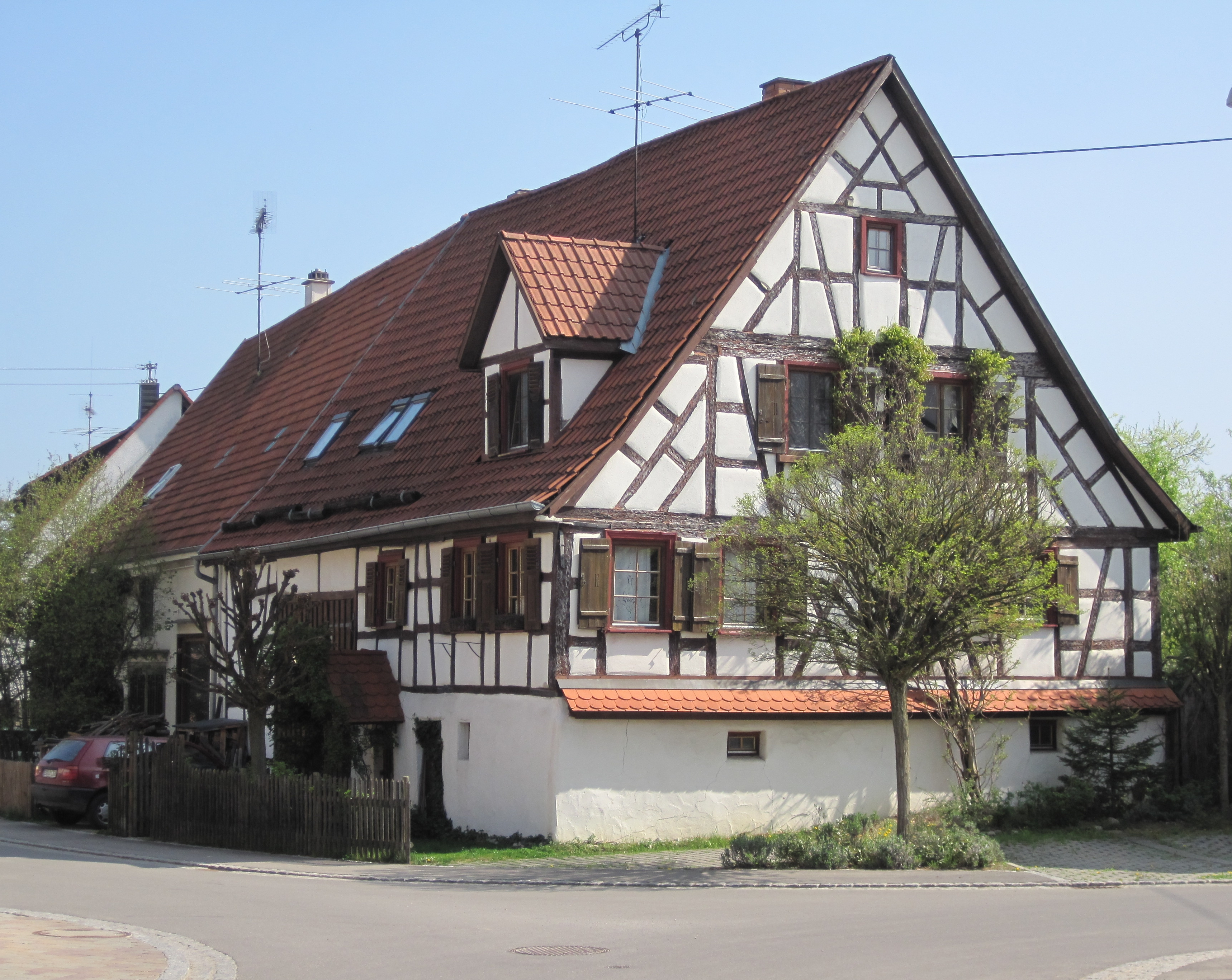
Fachwerkhaus im Ortskern

Im Dorf gibt es zwei Kindergärten und eine Grundschule.
Das Dorf ist geprägt durch seine ruhige, idyllische Lage sowie ein reges Vereinsleben. Es gibt den Voltigierverein Raidwangen e. V., den Sportverein TSV Raidwangen, den Tennisclub TC Raidwangen, den Musikverein Die Original Raidwanger Dorfmusikanten, den Obst- und Gartenbauverein Raidwangen e. V., den Reitverein RV Raidwangen, die Freie Narrenzunft Raidwangen sowie den Gesangverein Raidwangen 1898.
Auf dem Sportplatzgelände des TSV Raidwangen befindet sich ein Beachvolleyballfeld, das im Sommer täglich genutzt wird.

## Verkehr
Raidwangen liegt am Fuße der Schwäbischen Alb an der B 313 zwischen Nürtingen und Metzingen. Nach Stuttgart sind es rund 30 Fahrtminuten, zur Bundesautobahn 8 (Ausfahrt Wendlingen) sind es ca. 10 Minuten.